# Amplovalvata magna
Amplovalvata magna is een uitgestorven slakkensoort uit de familie van de Valvatidae. De wetenschappelijke naam van de soort werd voor het eerst geldig gepubliceerd in 1980 door Pan.